# Ceratina maculifrons
Ceratina maculifrons är en biart som beskrevs av Smith 1854. Ceratina maculifrons ingår i släktet märgbin, och familjen långtungebin. Inga underarter finns listade i Catalogue of Life.